# Kötschach-Mauthen
Kötschach-Mauthen is een gemeente in de Oostenrijkse deelstaat Karinthië, gelegen in het district Hermagor HE. De gemeente heeft ongeveer 3600 inwoners.
Kötschach-Mauthen ontstond in 1958 door de samenvoeging van de twee naburige dorpen Kötschach en Mauthen, ten noorden resp. ten zuiden van de Gail. Bij de gemeentefusies van 1973 werden de omliggende dorpen bij de gemeente gevoegd en Kötschach-Mauthen omvat nu 31 woonkernen.

## Verkeer
Kötschach-Mauthen ligt op het kruispunt van de Oostenrijkse wegen B110 of Plöckenpass Straße, die Kötschach-Mauthen verbindt met Oberdrauburg in het noorden en de Plöckenpas op de grens met Italië in het zuiden, en B111 of Gailtal Straße, die het Gailtal volgt, ruwweg van oost naar west.

## Geografie
Kötschach-Mauthen heeft een oppervlakte van 154,48 km². Het ligt in het uiterste zuiden van het land.
Het dorp is sterk gericht op toerisme waardoor er veel hotels, gasthofs en campings zijn. Door de ligging in het Gaildal en nabij het Lesachdal zijn er zowel in de winter als in de zomer veel toeristen in het dorp.
Hermagor-Pressegger See · Kirchbach · Kötschach-Mauthen · Dellach im Gailtal · Gitschtal · Lesachtal · Sankt Stefan im Gailtal
- Gemeinsame Normdatei: 4314447-0
- MusicBrainz: 34b36d97-fe84-44e8-8fcc-5886e791e4cf
- Nationale Bibliotheek van Tsjechië: ge1107517
- Virtual International Authority File: 237398291
- WorldCat: E39PBJB8vpWHTR9qMVdrhPR3Qq